# Rivière Labonté
Rivière Labonté är ett vattendrag i Kanada.   Det ligger i provinsen Québec, i den östra delen av landet, 500 km nordost om huvudstaden Ottawa.
I omgivningarna runt Rivière Labonté växer i huvudsak blandskog. Runt Rivière Labonté är det ganska glesbefolkat, med 22 invånare per kvadratkilometer.